# Ås kyrka, Småland
Ås kyrka är en kyrkobyggnad i Gislaveds kommun. Den är församlingskyrka i Västbo S:t Sigfrids församling, Växjö stift.

## Kyrkobyggnaden
Den medeltida kyrkan var belägen i norra delen av Ås socken. Den var uppförd i sten troligen under slutet av 1100-talet. En tradition menar att kyrkan varit utsatt för brand och skövling av danskarna under nordiska sjuårskriget på 1600-talet. I ock med befolkningsökningen under 1700-talet blev kyrkan för liten. Visserligen hade man försökt utöka kyrkan genom att bygga om släkten Fleetwoods gravkammare till vapenhus för att vinna utrymme men detta visade sig inte tillräckligt. När Ås-Kållerstads pastorat visiterades av biskop Esaias Tegnér 1835 föreslog denne att Ås och Kållerstad skulle bygga en gemensam kyrka Men av detta förslag blev intet. Istället fattade man efter några decennier beslutet att bygga en egen ny kyrka. År 1869 uppfördes den nya kyrkan i efter ritningar av Johan Erik Söderlund vid Överintendentsämbetet men inte på samma plats som den gamla utan på en helt ny, nämligen på en höjd några kilometer söderut i byn Karaby. År 1870 invigdes den av biskop Henrik Gustaf Hultman. Arkitekturen betecknas som en övergång från empiretidens ideal till det senare 1800-talets nyromantik.  Den gamla kyrkan stod fram till 1890 som ödekyrka då den revs. Men kyrkplatsen med kyrkogården finns fortfarande kvar. Den nya kyrkan är uppförd i granit. Långhuset har ett femsidigt kor i öster samt en sakristia i norr. Tornet i väster är försett med spetsiga gavlar och en hög spira med en korsglob. Interiören är av salkyrkotyp med innertak av trätunnvalv. En korbåge avskiljer koret vars hjälmvalv är försett med kurbitsfigurer tillkomna 1921 efter förslag av konstnären Yngve Lundström. 

## Inventarier
- Altaret är försett med förgyllda symboler för Tron,Hoppet och Kärleken.
- Altartavlan är utförd 1886 av kyrkomålaren Ludvig Frid med motiv "Jesu uppenbarelse för sina lärjungar". Målningen omges av en förgylld ram.
- Altarringen som är tresidig har svarvade balusterdockor.
- Golvur av gustaviansk modell.
- Dopfunten i sandsten som är odekorerad dateras till 1200-talet. Foten är tillverkad 1949.
- Utöver den medeltida funten finns även en snidad funt av skulptör T Karlsson.
- Predikstolen med femsidig korg i renässans är enligt en inskription skänkt till kyrkan 1651 av makarna Georg Fleetwood och hans maka Britta Gyllenstierna, Svaneholm. Deras vapensköldar finns på korgen.Ljudtaket är prytt med snidade änglahuvuden resp ormhuvuden och klövbladskors.
- Bänkinredningen är sluten mot mittgången och öppen mot sidogångarna.
- Orgelläktaren har ett utsvängt mittstycke dekorerat med en lyra.

## Orgel
- 1870 byggde Carl Elfström, Ljungby en orgel med fasad efter ritningar av O Mankell vid Överintendentsämbetet. Denna fasad har sedan behållits. Orgeln hade 12 stämmor.
- 1962 byggde A Mårtenssons Orgelfabrik AB, Lund, en ny orgel med 21 stämmor fördelade på två manualer. Orgeln är mekanisk.

| Manual I            | Manual II     | Pedal               | Koppel |
| Rörflöjt 8´         | Gedackt 8´    | Subbas 16´          | I/P    |
| Kvintadena 8´       | Spetsgamba 8´ | Principal 8´        | II/P   |
| Principal 4´        | Rörflöjt 4´   | Gemshorn 4´         | II/I   |
| Koppelflöjt 4´      | Principal 2'  | Rauschpfeife 3 chor |        |
| Blockflöjt 2'       | Nasat 1 1/3'  | Fagott 16'          |        |
| Sesquialtera 2 chor | Oktava 1'     | Skalmeja 4'         |        |
| Mixtur 3-4 chor     | Vox humana 8' |                     |        |
| Dulcian 8'          | Tremulant     |                     |        |